# Дир ен грей
„Дир ен Грей“ е рок група в Осака, Япония.
Наименованието Dir en Grey произлиза от 3 езика: „dir“ (немски) – твой, „en“ (френски) – в, „grey“ (английски) – сив. Според китариста Каору името било избрано, защото „звучало както трябва“. На японски се произнася „diruangurii“ и напомня на „doriangurii“ (Дориан Грей, герой на Оскар Уайлд от книгата „Портретът на Дориан Грей“). Феновете често ги наричат просто Диру.
От 1997 до 2002 музиката им е ориентирана във вижуал кей стила, после ги определят като рок-метъл. Текстописецът на групата е Кьо (на ромаджи: Kyo), а в композирането на музиката участват всички.

## История

### La:Sadies
През 1996 г. е основана групата La:Sadies, в състав Кьо, Каору, Дай, Шиня и Кисаки. Когато са в Нагано, свирят на една сцена с групата на Тошия и стават приятели с него. В края на годината Кисаки напуска поради разногласия, останалите продължават да свирят заедно, но нямат басист. Тогава „отвличат“ Тошия от групата му D+L и на 02.02.1997 г. се появява Дир ен Грей.

### Периода 1997 – 2002
На 24 януари 1997 г. е първият пробен концерт на Диру в Live House (Нагано). Същата година пускат миниалбума „MISSA“ и един сингъл. През 1998 участват на фестивала Shock Wave'98 и е основан официалният им фенклуб A Knot. Сингълът „I'll“ (12.08.1998) достига невъобразим успех, заемайки 7 място в класацията на Oricon. Това привлича вниманието на музикалната компания EastWest Japan, която сключва договор с тях. Преди това много от песните им са спонсорирани от Йошики Хаяши (барабаниста на X Japan). Той дори продуцира техни сингли след първият им самостоятелен албум „Gauze“ (28.07.1999). Един от концертите, промотиращи албума става първото им DVD/VHS. Групата се облича и гримира типично за вижуал кей стила.
През 2000 г. те започват да се самопродуцират, последват 3 сингъла и един албум – „Macabre“ (20.09.2000), който предизвиква фурор. Участват на фестивала Sound Conifer 229 и обявяват началото на турнето „Tour 00>>01 Macabre“. Кьо е хоспитализиран, заради проблеми с лявото ухо и турнето е отложено, след 2 месеца го възобновяват. Турнето завършва в Нипон Будокан, скоро след излизането на сингъла „Ain't afraid to die“ през април 2001. Септември – декември Дир ен Грей пускат три сингъла от предстоящия албум „Kisou“ – Jessica, FILTH, Embryo и специален проект – поемите на Кьо – „Jigaku, Rensou Furan Cinema“. По това време получават анонимни анкети от „фенове“, че групата трябва да се разпадне. Това им помага да преосмислят дейността си и предизвиква силни промени във възгледите им.
В началото на 2002 г. излиза албума „Kisou“ и предизвиква вълна от недоволство, че е твърде агресивен. През април Диру излизат на турне извън Япония, посещават Тайван, Шанхай, Хонконг, Корея. Правителството на Шанхай се опитва да отмени концертите, но без успех. През лятото на 2002 г. излиза сингълът „Child Prey“ и ориентираният на Запад миниалбум „Six Ugly“. Феновете им окончателно се разделят на два фронта – почитатели на „старите“ и „новите“ Дир ен Грей. Това е краят на вижуал кей ерата им.

### Периода 2003 – Настояще
През лятото на 2003 Диру свирят в Akasaka Blitz 5 вечери за една седмица, като всяко шоу е посветено на определен албум, последното включва песни от все още неизлезлия „Vulgar“. Излиза DVD „Blitz 5 days“ (03.03.2003). Музиката им вече се определя като рок-метал, в интервю Каору казва, че групата се разделя със стария стил. През 2004 издават 2 сингъла – „The Final“ (17.03.2004) и „Saku“ (14.07.2004), последва турне из цяла Япония. Групата за първи път се представя и в Европа, Диру изнасят концерти в Париж, Берлин, участват на фестивалите „Rock am Ring“ и „Rock im Park“. За първи път влизат в европейски класации – 31 място във Finnish album charts, а „Clever slezoid“ достига 15-а позиция в сингъл класацията на Финландия. Няколко песни са включени в саундтрака на филма Death Trace. В края на 2005 г. участват в заключителната част на фестивала  „Taste of Chaos“ 2005 в Япония.
В началото на 2006 г. Дир ен Грей изнасят концерти в САЩ – Остин, Тексас, Ню Йорк, Лос Анджелис и др., в Германия отново свирят на фестивалите „Rock am Ring“ и „Rock im Park“. По покана на Korn са едни от хедлайнерите на Family values tour'06. Кьо е хоспитализиран заради възпалаление на гласните струни, но все пак успяват участват. През октомври се завръщат в Япония и са на една сцена с Megadeth, Slayer, Children of bodom и др. на Loudpark Festival. Излиза двадесет и вторият им сингъл „Agitated screams of maggots“ (15.11.2006), а видеото към Saku е обявено за видео на годината от МТВ2 в шоуто „Headbanger's ball“.
През февруари 2007 г. Диру обикалят 17 града в САЩ. На 07.02 излиза шестият им студиен албум „The Marrow of a bone“ в Япония, скоро е пуснат и в Европа и САЩ. От май до юли месец групата е подгряваща на Deftones. В Европа изнасят концерти в Дания, Финландия, Полша, Швеция, Великобритания. През септември започва международно турне от Япония, което продължава в Европа, на 24.10. излиза сингълът „Dozing Green“. През ноември откриват два концерта на Линкин парк в Saitama Super Arena, а декември последва второ турне в Япония. На 19.12. са издадени две сборни компилации „Decade 1998 – 2002“ и „Decade 2003 – 2007“, по случай десет годишнината на Дир ен Грей. В началото на 2008 групата влиза в студио за записите на нов албум.
На 04.05.2008. Дир ен Грей вземат участие в мемориалния концерт в памет на Хиде (Хидето Мацумото, китарист на X Japan), заедно с Луна сий, Хейди, Екс Джапан, Мукку, Д'есперсРей и др.
Последният сингъл „Glass skin“ излиза na 10.09.2008 и включва и лимитирана версия с лайф на „Ryojouku no ame“ от Йокохама. Седмият студиен албум на Дир ен Грей „UROBOROS“ е пуснат на пазара на 11.11.2008., обикновеното издание съдържа 13 песни. Кръстен е на митичния знак за вечност, представляващ змия, захапала опашката си.
През 2008 групата осъществява 2 турнета – Death Over Blindness и The Rose Trims Agains, което от Япония продължава в САЩ и Канада в края на годината. Дир ен Грей са част от турнето на Kerrang! „Relentless Tour '09“.

## Членове
- вокал: Кьо (Nishimura Tooru) – 16.02.1976, 160/43, Б

- китара: Каору (Niikura Kaoru) – 17.02.1974, 170/52, А

- китара: Дай (Andou/Kondo Daisuke) – 20.12.1974, 178/61, Б

- бас: Тошия (Hara Toshimasa) – 31.03.1977, 179/58, Б

- ударни: Шиня (Terachi Shinya) – 24.02.1978, 170/42, Б

## Дискография

### Албуми
- Missa (25.09.1997)

- Gauze (EP) (28.07.1999)

- Macabre (20.09.2000)

- Kai (remix album) (22.08.2001)

- Kisou (30 януари 2002)

- Six Ugly (EP) (31.07.2002)

- Vulgar (10.09.2003)

- Withering to death (09.03.2005)

- The Marrow of a bone (07.02.2007)

- DECADE 1998 – 2002(Compilation) (19.12.2007)

- DECADE 2003 – 2007 (Compilation) (19.12.2007)

- Uroboros (12.11.2008)

- Dum Spiro Spero (03.08.2011)
- Arche (2014)
- The Insulated World (2018)
- Phalaris (2022)

### Сингли
- Jealous (10.05.1998)
- I'll (12.08.1998)
- Akuro no Oka (20 януари 1999)
- Zan (20 януари 1999)
- Yurameki (20 януари 1999)
- Cage (26.05.1999)
- Yokan (14.07.1999)
- Myaku (16.02.2000)
- Cube (06.07.2000)
- Taiyou no Ao (26.07.2000)
- Ain't afraid to die (18.04.2001)
- Filth (12.09.2001)
- Jessica (14.11.2001)
- Embryo (19.12.2001)
- Child Prey (31.07.2002)
- Drain Away  (22 януари 2003)
- Kasumi (23.04.2003)
- The Final (17.03.2004)
- Saku (14.07.2004)
- Clever Sleazoid (21.09.2005)
- Ryoujoku no Ame (27.06.2006)
- Agitated Screams of Maggots (15.11.2006)
- Dozing Green (24.10.2007)
- Glass Skin (10.09.2008)
- Hageshisa to, Kono Mune no Naka de Karamitsuita Shakunetsu no Yami (02.12.2009)
- Lotus (26 януари 2011)
- Different Sense (22.06.2011)